# Aarón Salazar
Aarón Salazar (Heredia, 15 de mayo de 1999) es un futbolista costarricense que juega como defensa central en Liga Deportiva Alajuelense de la Primera División de Costa Rica.

## Trayectoria

### Inicios
Aarón Salazar estuvo en las categorías inferiores del Club Sport Herediano, en el que realizó su debut con el equipo mayor el 17 de diciembre de 2017 contra el Municipal Pérez Zeledon jugando de titular el partido hasta finalizar los 90 minutos, el marcador terminó con la derrota de los heredianos con el marcador 1-2.

### Asociación Deportiva San Carlos

#### Temporada 2018-2019
Se hace oficial su fichaje con los Toros del Norte el 1 de enero de 2018 en condición de préstamo por el Club Sport Herediano de las categorías inferiores.
Aarón Salazar hace una excelente participación con los Toros del Norte que logra llegar con su equipo ser líder del grupo B acumulando 32 puntos en la segunda división de Costa Rica, logrando llegar a la final contra Jiracal Sercoba teniendo que enfrentarse en la ida de la final, logrando sacar un empate en el marcador 3-3, en la vuelta San Carlos FC llegaba ganar el partido con el marcador 1-2 teniendo como resultado en el marcador global 4-5 a favor de los Toros del Norte, llegando a obtener Aarón Suárez su primer título en su primera experiencia en la Segunda División de Costa Rica.
Realiza su debut en la Primera División de Costa Rica con los Toros del Norte el 6 de septiembre de 2018 contra Liga Deportiva Alajuelense sustituyendo a su compañero Luis González Valverde al minuto 82', llegando a jugar 8 minutos. Al siguiente partido es suplente contra el Santos de Guápiles por lo que no vio minutos, 4 días después se enfrentaba a su ex-equipo por el cual es ficha por condición de préstamo el Club Sport Herediano teniendo la oportunidad de llegar a ser titular y jugar los 90 minutos siendo caídos por el marcador 1-0, siendo este partido el detonante de buscar la titularidad en el equipo, el entrenador argentino Martín Cardetti logró ver confianza en Aarón Salazar después del partido contra el Club Sport Herediano por lo que los siguientes partidos la mayoría de ocasiones lograba entrar en el esquema principal siendo titular indiscutible.
El club Asociación Deportiva San Carlos realizó una excelente participación en la Primera División de Costa Rica quedando en la posición 3° y sumando 38 puntos por lo que tuvo la oportunidad de jugar las semifinales del torneo enfrentándose a la Liga Deportiva Alajuelense, en la ida del encuentro, Aarón Salazar entró desde la banca de suplencia sustituyendo a su compañero Manuel González al minuto 66' llegando a jugar 24 minutos y finalizando en el marcador con un empate de 1-1, en la vuelta, Aarón Salazar no vio minutos quedando en el banco de suplencia mientras veía a su equipo enfrentándose a muerte contra la Liga Deportiva Alajuelense quedando en el marcador 1-1, teniendo que enfrentarse a penales donde los Toros del caen 3-1 y siendo descalificados en seguir a semifinales. Aaron Salazar llegó a tener una excelente participación en su nueva oportunidad llegando a sumar 34 partidos, 1 gol y acumulando 2,081 minutos.
Aarón Salazar con excelente participación en el torneo de apertura de la Primera División de Costa Rica siguió en el siguiente rumbo con los Toros del Norte teniendo que jugar el torneo clausura, donde Aaron Salazar jugó la mayoría de partidos con su club en la Primera División de Costa Rica llegando a jugar 14 de 22 partidos, estando en el banco de suplencia por 2 ocasiones, y perdiéndose 3 encuentros por lesión, en muchísimas ocasiones, San Carlos FC nuevamente hace un excelente torneo siendo el líder del torneo clausura de la Primera División de Costa Rica sumando 39 puntos en total, teniendo nuevamente la oportunidad de jugar las semifinales.
Aarón Salazar se enfrentaba en semifinales contra el Club Sport Herediano en ida, teniendo una amarga derrota en el marcador 2-0 que le daba ventaja a los Rojiamarillos logrando jugar los 90 minutos del encuentro, en la vuelta Aarón Salazar volvió a ser titular jugando los 90 minutos, obteniendo una gran victoria contra el Deportivo Saprissa logrando remontar de manera histórica con el marcador final 4-1 y obteniendo el pase a la final contra el Deportivo Saprissa, el equipo que estaba en la posición 2° de la tabla con 38 puntos, Aarón Salazar estuvo en todo el partido contra el Deportivo Saprissa y también siendo titular indiscutible en casi todas las jornadas del torneo, San Carlos FC lograba obtener un valioso empate con el gol de Marco Julián Mena Rojas al minuto 42' finalizando con el marcador 1-1, teniendo que enfrentarse en la vuelta en casa en el Estadio Carlos Ugalde Álvarez, nuevamente Aarón Suárez vio participación en la final jugando los 90 minutos siendo titular y con el marcador 0-0 sentenciaba al Deportivo Saprissa por el gol de visitante hecho en el Estadio Ricardo Saprissa Aymá, logrando obtener su segundo título con el  San Carlos y realizando un hecho histórico, pues es el primer título en la Primera División de Costa Rica que el San Carlos obtenía en su historia.
Aarón Salazar con una excelente participación con el club de San Carlos FC se despide con los últimos partidos, jugando contra la La U Universitarios siendo derrotado por 1-2, logrando jugar 90 minutos, el segundo encuentro fue la despedida del club teniendo que enfrentarse al Club Sport Cartaginés siendo nuevamente derrotado con el marcador 1-0 logrando jugar 90 minutos, finalizando su experiencia con los Toros del Norte.

### Club Sport Herediano

#### Temporada 2019-2020
Aarón Salazar, regresa por el club dueño de su ficha el Club Sport Herediano logrando subir al equipo mayor por la participación destacada con el San Carlos en la temporada pasada, Aarón Salazar se acomodó rápidamente al equipo, realizando su debut con los forenses contra el Club Sport Cartaginés por el técnico uruguayo Martín Arriola llegando a jugar los 90 minutos del encuentro y finalizando con el marcador 1-1, después de este partido Aarón Salazar fue titular en todos los encuentros con el Club Sport Herediano, llegando a jugar 11 de 22 partidos, siendo 11 juegos en los que fue titular indiscutible sumando 90 minutos cada uno. 
Al finalizar la temporada apertura del torneo, el Club Sport Herediano se encontraba líder de la tabla general con 45 puntos, esto como opción de poder jugar semifinales contra el Deportivo Saprissa llegando a dar una asistencia a su compañero Berny Burke que lograba empatar el partido al minuto 90' finalizado el encuentro 1-1, en la vuelta Aarón Salazar jugó todo el partido y con los goles de Johan Venegas del Deportivo Saprissa al minuto 25' y con el empate de Óscar Esteban Granados al minuto 75' el marcador se encontraba 1-1, por lo que se debía jugar a tiempo extra, terminados los tiempos extras y no encontrar un ganador, ambos equipos se debieron a enfrentar a penales, llegando anotar Aarón Salazar un gol de penal cuando el marcador estaba 4-5, finalizado las tandas de penales el Club Sport Herediano obtenía el pase a la final contra la Liga Deportiva Alajuelense, llegando a ser jugador titular los 90 minutos y con los dos goles de Francisco Rodríguez lograban obtener la ventaja en el marcador 2-0, en la segunda vuelta, nuevamente Aarón Salazar es titular jugando todo el encuentro y sellando el partido 0-0, el Club Sport Herediano lograba ganar la segunda fase, por lo que debía que enfrentarse nuevamente a la Liga Deportiva Alajuelense.
El equipo de Aarón Salazar del Club Sport Herediano lograba obtener su primera victoria en el marcador 1-0, llegando a ser jugador titular en los 90 minutos, en la segunda vuelta Aarón Salazar volvió a tener participación jugando todo el encuentro, y con los goles de la Liga Deportiva Alajuelense de Bernald Alfaro al minuto 72' y de Jonathan Moya al minuto 78' lograban tener el encuentro 2-0 a favor de los manudos, pero antes de finalizar el partido el jugador Yendrick Ruíz del Club Sport Herediano lograba anotar al minuto 87' dejando el encuentro 2-1,y con el marcador global de 2-2 se debía definir en la tanda de penales, siendo Aarón Salazar que anotaba el gol de penal en el marcador 4-3 y con el gol detenido de Alexander López de la Liga Deportiva Alajuelense, el Club Sport Herediano se coronaba campeón de la Primera División de Costa Rica del torneo apertura 2019
Para la temporada del torneo clausura 2020, Aarón Salazar tuvo una participación regular, jugando 7 de 22 partidos, estando en algunas ocasiones en el banco de suplencia, además de tener una lesión muscular que lo sacó de las canchas, el Club Sport Herediano quedó en la posición 3° con 30 puntos teniendo la oportunidad de jugar semifinales contra la Liga Deportiva Alajuelense, en la ida, Aarón Salazar está presente siendo titular, llegando a jugar todo el partido, su club cae derrotado ante la Liga Deportiva Alajuelense que se pone ventaja en el marcador 2-0, en la segunda vuelta, Aarón Salazar disputa el partido siendo titular y jugando todo el encuentro, con la derrota anterior y el empate en la vuelta que finalizó con el marcador 0-0, el Club Sport Herediano es eliminado de las semifinales por la Liga Deportiva Alajuelense en el torneo Clausura 2020.

#### Temporada 2020-2021
Aarón Salazar y el Club Sport Herediano se debían que enfrentar al Deportivo Saprissa por la Supercopa de Costa Rica, llegando a jugar todo el partido y con los goles del Club Sport Herediano de Jonathan McDonald ponía en el marcador final 2-0, obteniendo su cuarto título de su carrera profesional.
Aarón Salazar inicia el torneo de buena manera, siendo titular contra el Municipal Grecia obteniendo la victoria en el marcador 3-0, Aarón Salazar jugó 14 de 16 partidos en el torneo apertura 2020, quedando en la posición 2° con 26 puntos en el Grupo A, teniendo la oportunidad de disputar semifinales, el Club Sport Herediano se enfrentaba en semifinales ante el Deportivo Saprissa, Aarón Salazar fue titular jugando los 90 minutos, con los goles de Orlando Galo, Jefferson Brenes y de Gerson Torres el Club Sport Herediano obtenía la ventaja de ganar en el marcador 3-0, teniendo mayores ventajas de ganar en la vuelta, Aarón Salazar volvió a ser jugador titular, jugando todo el partido, el partido finalizó 1-1 y con el marcador global 4-1, el Club Sport Herediano avanzaba a la final derrotando al Deportivo Saprissa, en la final contra la Liga Deportiva Alajuelense, Aarón Salazar jugó siendo nuevamente de titular y jugando todo el partido, sumó además con la derrota de Club Sport Herediano en el marcador 0-1, en la segunda vuelta, Aarón Salazar fue titular jugando todo el partido y con el mismo resultado del partido anterior, el Club Sport Herediano perdía 1-0 y con el marcador global 2-0, Aarón Salazar perdía la oportunidad de levantar un trofeo más con su equipo.

#### Temporada 2021-2022
Aarón Salazar inició el torneo apertura contra el Guadalupe Fútbol Club, siendo titular y llegando a jugar todo el partido, con una amarga derrota, el Club Sport Herediano cae 0-1, ante Guadalupe Fútbol Club, finalizado todos los partidos, el Club Sport Herediano quedó en la posición 1° con 22 puntos con 45 puntos, con el derecho de poder jugar semifinales, contra el Deportivo Saprissa. El 2 de diciembre de 2021, se jugaba la semifinal en la ida, Aarón Salazar estuvo en la alineación titular jugando todo el partido, siendo derrotados con el marcador 3-0, en la vuelta, Aarón Salazar volvió a tener su titularidad, pero siendo sustituido por Jonathan McDonald al minuto 79, su equipo logró la victoria 1-0, pero en el marcador global perdían por 3-1, siendo eliminados por el Deportivo Saprissa.
El Club Sport Herediano tenía derecho a jugar la gran final, volviendo a tener que enfrentarse ante el Deportivo Saprissa, en la ida, Aarón Salazar estuvo en el banco de suplencia, entrando al terreno de juego al minuto 21 por Diego González Hernández, logrando ganar el partido en el marcador 0-1, en la vuelta, Aarón Salazar no fue convocado, el Club Sport Herediano lograba ganarle ante el Deportivo Saprissa con el marcador 3-2, en el marcador global, el Club Sport Herediano vencía ante el Deportivo Saprissa con el marcador 4-2, Aarón Salazar lograba obtener su tercer título con el Club Sport Herediano.
En el torneo clausura 2022, Aarón Salazar jugó 14 partidos, ofreciendo 1 gol para su club, el Club Sport Herediano logró clasificar a semifinales en la posición 2° con 36 puntos, Aarón Salazar no fue convocado para disputar las semifinales, su club se enfrentaba ante el Club Sport Cartaginés, siendo eliminados por el marcador global 1-2.

## Estadísticas
Actualizado al último partido jugado el 13 de mayo de 2022.
| Club                        | Div.          | Temporada     | Liga  | Liga  | Liga   | Copas nacionales | Copas nacionales | Copas nacionales | Copas internacionales | Copas internacionales | Copas internacionales | Total | Total | Total  |
| Club                        | Div.          | Temporada     | Part. | Goles | Asist. | Part.            | Goles            | Asist.           | Part.                 | Goles                 | Asist.                | Part. | Goles | Asist. |
| --------------------------- | ------------- | ------------- | ----- | ----- | ------ | ---------------- | ---------------- | ---------------- | --------------------- | --------------------- | --------------------- | ----- | ----- | ------ |
| C.S Herediano · Costa Rica  |               |               |       |       |        |                  |                  |                  |                       |                       |                       |       |       |        |
| 1.ª                         | 2017-18       | 1             | 0     | 0     | 0      | 0                | 0                | 0                | 0                     | 0                     | 1                     | 0     | 0     |        |
| Total club                  | Total club    | 1             | 0     | 0     | 0      | 0                | 0                | 0                | 0                     | 0                     | 1                     | 0     | 0     |        |
| A.D San Carlos · Costa Rica |               |               |       |       |        |                  |                  |                  |                       |                       |                       |       |       |        |
| 1.ª                         | 2018-19       | 34            | 1     | 0     | 0      | 0                | 0                | 0                | 0                     | 0                     | 34                    | 1     | 0     |        |
| 1.ª                         | 2019-20       | 2             | 0     | 0     | 0      | 0                | 0                | 0                | 0                     | 0                     | 2                     | 0     | 0     |        |
| 1.ª                         | Total club    | 36            | 0     | 0     | 0      | 0                | 0                | 0                | 0                     | 0                     | 36                    | 1     | 0     |        |
| C.S Herediano · Costa Rica  |               |               |       |       |        |                  |                  |                  |                       |                       |                       |       |       |        |
| 1.ª                         | 2019-20       | 26            | 1     | 1     | 0      | 0                | 0                | 0                | 0                     | 0                     | 26                    | 1     | 1     |        |
| 1.ª                         | 2020-21       | 40            | 5     | 1     | 1      | 0                | 0                | 1                | 0                     | 0                     | 42                    | 5     | 1     |        |
| 1.ª                         | 2021-22       | 33            | 3     | 2     | 0      | 0                | 0                | 0                | 0                     | 0                     | 33                    | 3     | 2     |        |
| 1.ª                         | 2022-23       | 0             | 0     | 0     | 0      | 0                | 0                | 0                | 0                     | 0                     | 0                     | 0     | 0     |        |
| Total club                  | Total club    | 99            | 9     | 4     | 1      | 0                | 0                | 1                | 0                     | 0                     | 102                   | 9     | 4     |        |
| Total carrera               | Total carrera | Total carrera | 136   | 10    | 3      | 1                | 0                | 0                | 1                     | 0                     | 0                     | 138   | 10    | 4      |
| 1. 2. Fuente: Transfermarkt |               |               |       |       |        |                  |                  |                  |                       |                       |                       |       |       |        |

## Selección nacional

### Categorías inferiores

#### Preolímpico de Concacaf
Aarón Salazar es convocado por el técnico Douglas Sequeira para disputar el Preolímpico de Concacaf representando a la Selección sub-23 de Costa Rica con sede en México.
En primera fase del torneo se enfrentaban ante Estados Unidos, Aarón Salazar apareció en la alineación titular, disputando los 90 minutos en la derrotada de Costa Rica, con el marcador 1-0 a favor de Estados Unidos. Tres días después se enfrentaban ante el país anfitrión, la Selección sub-23 de México, Aarón Salazar fue tomado nuevamente en cuenta para aparecer en la alineación titular y disputando los 90 minutos del partido, con derrota en el marcador 0-3, esta derrota significaba para Costa Rica, la eliminación del Preolímpico de Concacaf. En el último partido de trámite de la primera fase de grupos, Costa Rica se enfrentaba ante República Dominicana, Aarón Salazar apareció en la alineación titular, al minuto 72, Aarón Salazar anotaba el cuarto gol para su selección, al minuto 73, Aarón Salazar fue sustituido por Luis José Hernández, con el gol de Aarón Salazar, el partido finalizó 5-0 en un partido de trámite, por lo que Costa Rica se curaba un poco de las derrotas ante Estados Unidos y México.
| Evento                          | Sede   | Resultado    | Partidos | Goles |
| ------------------------------- | ------ | ------------ | -------- | ----- |
| Preolímpico de Concacaf de 2020 | México | Primera fase | 3        | 1     |

### Selección absoluta
El 9 de junio de 2021, Aarón Salazar realizaba su debut con la Selección de Costa Rica en un partido amistoso ante Estados Unidos, apareció en la alineación titular y fue sustituido en la parte completantaria del segundo tiempo, el encuentro finalizó con derrota en el marcador 4-0.
En ese mismo año, el 22 de agosto, Aarón Salazar disputaba un partido amistoso ante la Selección de El Salvador bajo el cargo del técnico colombiano Luis Fernando Suárez, partido que fue para localizar los jugadores para su escogencia para las Eliminatorias Catar 2022, Aarón Salazar ingresó al terreno de juego al minuto 77, sustituyendo a Giancarlo González, el encuentro terminó sin anotaciones entre ambas selecciones con el marcador 0-0.

## Palmarés

### Títulos nacionales
| Título                         | Club           | País       | Año  |
| ------------------------------ | -------------- | ---------- | ---- |
| Segunda División de Costa Rica | A.D San Carlos | Costa Rica | 2018 |
| Primera División de Costa Rica | A.D San Carlos | Costa Rica | 2019 |
| Primera División de Costa Rica | C. S Herediano | Costa Rica | 2019 |
| Supercopa de Costa Rica        | C. S Herediano | Costa Rica | 2020 |
| Primera División de Costa Rica | C. S Herediano | Costa Rica | 2021 |